# 奇明
奇明（1754年—？），满洲正白旗人。清朝官员，政治人物。

## 生平
奇明由笔帖式入仕，后历任兵部堂、汉本堂主事，兵部员外郎、郎中，乾隆五十一年（1786年）任山东莱青道，五十五年（1790年）署理山东按察使，嘉庆九年（1804年）任直隶热河道，十四年（1809年）任直隶古北道。